# Андросова, Лидия Макаровна
Лидия Макаровна Андросова (1924—1943) — подпольщица Великой Отечественной войны, участница антифашистской организации «Молодая Гвардия».

## Биография
Лидия Андросова родилась в обычной семье шахтёра 12 декабря 1924 года в посёлке Краснодон. Лида училась в школе № 22. Её любимыми предметами были математика, география, русская литература. В 1939 году вступила в комсомол. Вскоре ее утвердили отрядной пионервожатой.
С детских лет любила заниматься рукоделием: расшивала блузки, коврики, платья, вязала накидки, воротнички, кружева. Она мечтала поступить в текстильный техникум, но учиться не пришлось в связи с начавшейся войной. Вместе с подругами после уроков она ходила в госпиталь, ухаживала за ранеными, читала им газеты, помогала писать письма, участвовала в концертах. Когда в поселке была создана подпольная комсомольская группа, Лида Андросова, не задумываясь, вступила в ее ряды.
В музее «Молодая гвардия» хранится дневник Лиды. В нем часто упоминается молодогвардеец Николай Сумской, который был сначала её лучшим другом — а затем стал возлюбленным. В письме к родным Лиды автор романа «Молодая гвардия» А. А. Фадеев писал: «Все, что я написал о Вашей дочери, показывает ее как девушку очень преданную и стойкую… По дневнику Вашей дочери видна ее чистая любовь к Николаю Сумскому. И в этом же дневнике выражена ее преданность Советской Родине и ненависть к немецким оккупантам».
В целях конспирации Лида устроилась на работу на шахту № 5. «Я бы ни за что не работала, но работа меня спасла, не забрали в Германию, хотя и были повестки», — писала Андросова в дневнике.
По заданию Н. Сумского, А. Елисеенко и В. Жданова, Лида вместе с другими подпольщиками писала и распространяла листовки. Под видом сбора в поле колосков повреждала связь фашистов. В канун 25-й годовщины Октября Лида Андросова, Нина Кезикова и Надежда Петрачкова сшили флаг, который был предназначен для вывешивания на шахте № 1.
«Буду писать о дружбе. Ведь без дружбы никак нельзя. Дружба — наилучшее в нашей жизни и особенно в этот тяжелый период», — пишет в это время в дневнике Л. Андросова. И действительно, дружба сплотила юношей и девушек на борьбу с оккупантами. Дружба помогла молодогвардейцам мужественно встретить смерть и не покориться.
12 января 1943 года Лида была арестована, вместе с другими подпольщиками поселка доставлена в Краснодонскую полицию, где их подвергли жестоким пыткам.
16 января ночью Лида Андросова была казнена — сброшена в шурф шахты № 5. Похоронена в братской могиле молодогвардейцев в поселке Краснодоне.
«Лида Андросова, 18 лет, извлечена без глаза, уха, руки, с веревкой на шее, которая сильно врезалась в тело. На шее видна запеченная кровь» (Музей «Молодая гвардия», ф. 1, д. 16).

## Награды
Посмертно награждена орденом Отечественной войны 1-й степени и медалью «Партизану Отечественной войны» 1-й степени.